# Тихомиров, Владимир Павлович
Влади́мир Па́влович Тихоми́ров (род. 11 июня 1941) — российский экономист, доктор экономических наук, профессор, заслуженный деятель науки Российской Федерации, научный руководитель ФГБОУ ВПО «Московский государственный университет экономики, статистики и информатики» (МЭСИ), президент Международного консорциума «Электронный Университет».

## Биография
В 1971 году закончил Рыбинский авиа-технологический институт.
В 1974 защитил кандидатскую, а в 1981 году — докторскую диссертации. Учёное звание профессора по специальности «Математические методы и применение вычислительной техники в экономических исследованиях, планировании и управлении народным хозяйством и его отраслями» ему было присвоено в 1987 году.
Тихомиров В. П. — крупный учёный в области исследования технологий, экономики и управления процессами создания и эксплуатации автоматизированных систем управления в промышленности на уровне отраслей и предприятий. В период с 1974 по 1988 гг. под его руководством создано более 350 проектов автоматизированных систем и комплексов. Выполнялись исследования по созданию технологий программирования для большинства серийно выпускаемых вычислительных машин отечественного и зарубежного производства, по созданию индустрии программного обеспечения ЭВМ. Тихомировым В. П. впервые разработаны принципы и технологии защиты интеллектуальной собственности при разработке программного обеспечения ЭВМ.
С 1987 г. Тихомиров В. П. занимается разработкой теоретических основ дистанционного обучения, открытого и электронного образования, включая теоретические основы построения Российской системы открытого образования: построения вузов виртуального типа, работающих в сети Интернет, экономики, менеджмента и маркетинга открытого образования; перехода от обучающих университетов к образовательным сетям.
Тихомиров В. П. является Президентом Международного Консорциума «Электронный университет», Научным руководителем МЭСИ, Председателем экспертного совета по информационным технологиям в сфере образования при Комитете Госдумы РФ по образованию. В качестве члена программного комитета он неоднократно принимал участие в подготовке крупных международных конференций, проводимых в 1997—2013 гг.
В России под его научным руководством ежегодно проводится более 20 научных семинаров, Всероссийских и международных конференций по проблемам открытого и электронного обучения.

## Научно-производственная деятельность
1962—1977 г.г. — начальник отдела автоматизированных систем управления, заместитель директора Волжского машиностроительного завода по экономике и автоматизированным системам управления, Минсредмаш.
1977—1987 г.г. — директор научно-исследовательского института по математическому обеспечению ЭВМ — генеральный директор научно-производственного объединения «Центрпрограммсистем», Минприбор.
1987—1989 г.г. — директор Всесоюзного научно-исследовательского института по программному обеспечению ЭВМ — генеральный директор специального научно-производственного объединения «Алгоритм», Минрадиопром, Государственный Комитет по вычислительной технике и информатике.
1989—1992 г.г. — Генеральный директор совместного советско-болгаро-финско-американского предприятия «Новые Информационные Технологии».
1992—2007 г.г. — Ректор Московского государственного университета экономики, статистики и информатики.
2007—2015 г.г. — Научный руководитель ФГБОУ ВПО «Московский государственный университет экономики, статистики и информатики (МЭСИ)», Президент Международного Консорциума «Электронный Университет», Председатель Экспертного совета по информационным технологиям в сфере образования при Комитете Государственной Думы по образованию.

## Педагогическая деятельность
1978—1987 г.г. — Заведующий кафедрами: «Механизированная обработка экономической информации», «Алгоритмические языки и системное программирование» в Калининском государственном университете.
1988 г. по н/вр. — Заведующий кафедрами: «Математическое обеспечение ЭВМ», «Новые информационные технологии», «Мировая экономика — международный информационный бизнес».

## Труды
2012 год
- Тихомиров В. П., Тихомирова Н. В., Днепровская Н. В., Селетков С. Н., Павлековская И. В., Днепровская Н. В. и др. Россия на пути к smart-обществу. Монография. — НП «Центр развития современных образовательных технологий», отпечатано в типографии ООО «Компания Панда», 2012 г.
- Тихомиров В. П. От электронного обучения к Smart-Университету. — Сборник трудов VII Международной научно-практической конференции «Современные информационные технологии и ИТ-образование», ноябрь 2012 г.
- Tikhomirov V., Tikhomirova N., Maksimova V., Telnov Y. Тезисы докладов/сообщений научной конференции, The management of academic knowledge in smart economy, Proceedings of 13th European Conference of Knowledge Management Systems, Universidad Politécnica de Cartagena, Spain 6-7 September 2012.
- Тихомиров В. П. Образование нового поколения. — Журнал Российская Федерация, № 07-08, апрель 2012 г.

2011 год
- Тихомиров В. П. Мир на пути к smart-education. Новые возможности для развития. — Специальный выпуск Журнала «Открытое образование», № 3, 2011 г.
- Тихомиров В. П. Управление академическими знаниями в инновационном университете. — Журнал «Национальные проекты» № 5(60), май 2011 г.
- Тихомиров В. П. Развитие e-learning индустрии: положение России и мировой опыт. Зарубежный опыт реализации дистанционного обучения. — Сборник материалов, Караганда-2011.
- Тихомиров В. П. Молодежь в информационном обществе: мир на пути к smart-society. Проектируем smart-Россию. — Сборник материалов Международного Форума «Инновации. Бизнес. Образование-2011», 13-14 октября 2011 г. г. Ярославль.

2010 год
- Тихомиров В. П. Мир на пути к smart-education. Новые возможности для университетов. — «Инновационного развитие экономики России» Материалы III международной научно-практической конференции, Издательство МЭСИ, 2010 г.
- Тихомиров В. П. Законодательное и нормативно-правовое обеспечение индустрии электронного обучения для интенсивного развития экономики в России. — Экономика. Образование сегодня/ журнал — № 20 2010 г.
- Tikhomirov V., Tikhomirova N., Maksimova V., Telnov Y. The Management of Academic Knowledge Based on organizational Learning — Proceedings of the 7th International Conference on intellectual capital, knowledge management and organizational learning. Hong Kong Polytechnic University, Hong Kong, China 11-12 November 2010.
- Тихомиров В. П. Инновации в образовании требуют законодательной базы. — Экономика. Образование сегодня/ журнал — № 19 2010 г.
- Тихомиров В. П. Формирование системы управления академическими знаниями. — Проблемы теории и практики управления/ журнал — № 6 2010 г.
- Тихомиров В. П. Вниз по лестнице, ведущей вверх. — Приложение к еженедельнику «Экономика и жизнь», № 19 2010 г.
- Тихомиров В. П. Образование в информационном обществе. Формирование e-learning-индустрии: международный опыт и возможности для России. — Материалы научно-практической конференции «Российское законодательство и образовательная политика — двадцать лет спустя: взгляд из столицы и региональных центров». 27-29 апреля 2010 г.
- Тихомиров В. П. Интегрированное пространство знаний — основа интеграции образовательной, научной и инновационной деятельности высших учебных заведений. — Профессиональный учебник / ежеквартальный журнал 1-2 (19-20) 2010 г.

2009 год
- Тихомиров В. П., Данченок Л. А. О развитии экологического образования в России (экономический менеджмент) — Сборник трудов Всероссийской научно-практической конференции «Экологическая безопасность: проблемы, поиск, решения» 5 июня 2009 г.
- Tikhomirov V., Maksimova V., Telnov Y. The Integrated Knowledge Space — the Foundation for Enhancing the Effectiveness of the University’s Innovative Activity — Informatica Economica Journal / Vol. 14. — Romania: INFOREC Publishing House (ASE), 2009, N.4. Р. 5 −11 (180/7)
- Tikhomirov V., Tikhomirova N., Maksimova V., Telnov Y. Chapter 9. The University’s Integrated Knowledge Space in Knowledge Management — In Search of Knowledge Management: Pursuing Primary Principles, in Green A., Stankosky M. and Vandergriff L. (Eds.). — Bingley, UK: Emarald Group Publishing Limited, 2009. — P. 149—159 (443/12)

2008 год
- Тихомиров В. П., Тихомирова Н. В., Мальченко С. Н., Бригадин П. И. Глобальная электронная система обучения граждан союзного государства России и Беларуси — Технологии электронного обучения в современном вузе. — Сборник тезисов докладов международной научно-практической конференции (13-15 мая 2008), г. Минск: Изд-во ГИУСТ БГУ, 2008. — С.4-9 (224/5)

2007 год
- Тихомиров В. П. Корпоративный e-learning: развивать или покупать. — Элитный персонал/ журнал — № 13(501), 2007 г.
- Тихомиров В. П., Тихомирова Н. В., Вергилес Э. В., Гриценко А. Г., Исаев С. Н., Максимова В. Ф., Новиков А. В., Печенкин А. Е., Тельнов Ю. Ф., Е. А. Хвилон — МЭСИ — инновационный ВУЗ. — Журнал Открытое образование. Праздничный Выпуск / Научно-практический журнал рекомендован ВАК. — М.: Изд-во МЭСИ, 2007. — С.11-27 (112/16)
- Тихомиров В. П. Качественное образование в информационном обществе, основанном на знаниях. Стратегическая программа развития для России. — Журнал Открытое образование. Праздничный Выпуск / Научно-практический журнал рекомендован ВАК. — М.: Изд-во МЭСИ, 2007. — С.7-11

2006 год
- Тихомиров В. П. Отечественная практика e-learning в свете мирового опыта: проблемы и пути их решения. — Известия Международной Академии наук Высшей школы/ периодический научный и общественно-информационный журнал, 2006 г. N 4 (12-16)
- Тихомиров В. П. E-learning — это обучение с помощью Интернета и мультимедиа. — Обучение и карьера/ журнал № 49-50 (92-93), 2006 г.
- Тихомиров В. П. Качественное образование для всех как основа формирования общества знаний. — Дистанционное и виртуальное обучение/журнал. — М: Изд-во СГУ, 2006 г. N 2 (52-55)
- Тихомиров В. П. Инновационные стратегии развития образования — О государственной поддержке развития информационных образовательных технологий: нормативно-правовой аспект. — Сборник статей. Подготовлен к парламентским слушаниям. — М.: Изд-во ГосДума, 2006. — С.3-7 (39/4)
- Тихомиров В. П. Истинная сила корпоративных стандартов. — Журнал eLearning World № 1, январь-февраль 2006 г.
- 2005 год
- Тихомиров В. П. Электронное обучение в корпорации. — Журнал eLearning World № 1, январь-февраль 2005 г.

2004 год
- Тихомиров В. П. Я горжусь тем, что МЭСИ — вне конкуренции. — Журнал Платное образование № 6(20) июнь 2004 г.
- Тихомиров В. П. e-learning: время пришло. — Журнал eLearning World № 3, май-июнь 2004 г.

2002 год
- Тихомиров В. П. Новой экономике — новая система образования. — Сборник материалов конференции «Перспективы развития дистанционных технологий в системе среднего профессионального образования», Типография издательства МЭСИ, Москва, 14 ноября 2002 г.

2001 год
- Тихомиров В. П. Анализ состояния и тенденции развития технологий открытого образования, обеспечивающего подготовку специалистов на уровне современных требований. — ООО «Информполиграф», Сборник научных трудов МИМ ЛИНК «Система обеспечения качества в ДО», 2001 г.
- Тихомиров В. П. Высшее образование в информационном обществе: проблемы экономики и технологий. — Сборник тезисов докладов Интернет конференции «Проблемы перехода классических университетов в систему открытого образования», Издательский центр МЭСИ, 2001 г.
- Тихомиров В. П., Титарев Л. Г., Шевченко К. К. Разработка технологических систем в образовании. — Материалы международной конференции «Образование в информационную эпоху», Издательство МЭСИ, 13 июня 2001 г.
- Тихомиров В. П., Васильев В. И., Титарев Л. Г., Тягунова Т. Н. Культурное пространство компьютерного тестирования МЭСИ. — Материалы всероссийской конференции «Анализ качества образования и тестирование», Издательство МЭСИ, 2001 г.
- Тихомиров В. П., Титарев Л. Г., Шевченко К. К. Унификация технологических решений в системе ОО. — Материалы международной конференции «Информационные технологии в ОО», Издательство МЭСИ, 11-12 октября 2001 г.

2000 год
- Тихомиров В. П. Открытое образование — стратегия XXI века для России. Монография. — Издательство МЭСИ, 2000 г.
- Тихомиров В. П. Открытое образование: предпосылки, проблемы и тенденции развития. Монография. — Издательство МЭСИ, 2000 г.
- Тихомиров В. П. Интернет-образование: не миф, а реальность XXI века. Монография. — Издательство МЭСИ, 2000 г.
- Тихомиров В. П. Открытое образование — объективная парадигма XXI века. Монография. — Издательство МЭСИ, 2000 г.
- Тихомиров В. П., Солдаткин В. И., Лобачев С. Л. Среда ИНТЕРНЕТ-обучения системы образования России: проект Глобального виртуального университета. — Международная академия открытого образования. — М.: Издательство МЭСИ, 2000 г.

1999 год
- Тихомиров В. П., Солдаткин В. И., Лобачев С. Л. Виртуальная образовательная среда: предпосылки, принципы, организация. Монография. — Международная академия открытого образования. — М.: Издательство МЭСИ, 1999 г.
- Тихомиров В. П., Солдаткин В. И. Основы организации ДО — Дистанционное обучение. Проблемы и перспективы взаимодействия вузов Санкт-Петербурга с регионами России. — Материалы II Межрегиональной научно-практической конференции, СПб., 1999 г.
- Тихомиров В. П., Титарев Л. Г. Виртуальные университеты в пространстве знаний. — Бюллетень российских вузов: декабрь 1998 — январь, февраль 1999. Спецвыпуск, 1999 г.
- Тихомиров В. П., Солдаткин В. И., Лобачев С. Л. Дистанционное образование: к виртуальным средам знаний (часть 3). — журнал Дистанционное образование № 4, Москва, МЭСИ, 1999 г.
- Тихомиров В. П., Солдаткин В. И., Лобачев С. Л., Ковальчук О. Г. Дистанционное образование: к виртуальным средам знаний (часть 2). — журнал Дистанционное образование № 3, Москва, МЭСИ, 1999 г.
- Тихомиров В. П., Солдаткин В. И., Лобачев С. Л., Ковальчук О. Г. Дистанционное образование: к виртуальным средам знаний (часть 1). — журнал Дистанционное образование № 2, Москва, МЭСИ, 1999 г.
- Тихомиров В. П., Рубин Ю. Б., Самойлов В. А., Шевченко К. К. Система ECTS и признание диплома — Дистанционное образование: открытые виртуальные среды. — Материалы VII Международной конференции по дистанционному образованию, Москва, МЭСИ, 17-18 июня 1999 г.
- Тихомиров В. П., Солдаткин В. И. Об итогах эксперимента в области дистанционного обучения — Дистанционное образование: открытые виртуальные среды. — Материалы VII Международной конференции по дистанционному образованию, Москва, МЭСИ, 17-18 июня 1999 г.

1998 год
- Тихомиров В. П., Поляков А. А., Федюшин В. В., Захарчук Ю. Е. Принципы построения параметрически настраиваемого учебно-тренировочного комплекса с возможностью удаленного доступа. — Материалы VI Международной конференции по дистанционному образованию, Москва, МЭСИ, 1998 г.
- Тихомиров В. П., Солдаткин В. И., Семенова А. С. Принципы образовательного франчайзинга. Дистанционное образование в России: проблемы и перспективы. — Материалы VI Международной конференции по дистанционному образованию, Москва, МЭСИ, 1998 г.
- Тихомиров В. П. Анализ общих тенденций и возможностей интеграции российских университетов в мировое образовательное пространство. — Материалы VI Международной конференции по дистанционному образованию, Москва, МЭСИ, 1998 г.
- Тихомиров В. П. Основные принципы построения Системы дистанционного образования России. — журнал «Дистанционное образование» № 1, 1998 г.

1997 год
- Тихомиров В. П., Морозов В. П., Хрусталев Е. Ю. Гипертексты в экономике. Информационная технология моделирования. — Москва, «Финансы и статистика», 1997 г.
- Тихомиров В. П. Реализация концепции виртуальной образовательной среды как организационно-техническая основа дистанционного обучения. — Журнал «Дистанционное образование» № 1, 1997 г.
- Тихомиров В. П. Дистанционное обучение: история, экономика и тенденции. — Журнал «Дистанционное образование» № 2, 1997 г.

1996 год
- Тихомиров В. П., Гаспариан М. С., Хрусталев Е. Ю. Основы информатизации современных бизнес процессов. — Москва, 1996 г.
- Тихомиров В. П., Хорошилов А. В., Голосов О. В., Охрименко С. А. Введение в информационный бизнес. Монография. Рекомендовано Государственным комитетом по высшему образованию как учебное пособие. — Москва, «Финансы и статистика», 1996 г.

1993 год
- Тихомиров В. П., Морозов В. П., Хрусталев Е. Ю. Основы гипертекстовой информационной технологии. — Москва, МЭСИ, 1993 г.

1988 год
- Тихомиров В. П. Основы индустрии программного обеспечения. — Материалы семинара, МДНТП, Москва, 1988 г.
- Тихомиров В. П. Операционная система «ДЕМОС» — инструментальные средства программирования. Монография. — Москва, «Финансы и статистика», 1988 г.

1987 год
- Тихомиров В. П. Система управления базами данных «Интербаза»- Интеграция в действии. — Международный журнал «Проблемы теории и практики управления», 1987 г.
- Тихомиров В. П. Индустрия программного обеспечения: проблемы и перспективы. — Минск, 1987 г.
- Тихомиров В. П. Проблемы разработки и сопровождения программного обеспечения обработки данных. — Сборник научных трудов НПО «Центрсистем», Минск 1987 г.

1986 год
- Тихомиров В. П. Принципы построения региональной сети Минприбора, «Экономика, организация и технология разработки и сопровождения ПС». — Научно-технический семинар, Калинин 1986 г.
- Тихомиров В. П. Возможности применения метрического подхода к обоснованию выбора операционных сред Калинин, «Диалоговая мобильная операционная система ДЕМОС» научно-технический семинар, 1986 г.
- Тихомиров В. П. Индустрия программирования — требование времени газета «Калининская правда» № 40, 1986 г.

1985 год
- Тихомиров В. П. Направления и ближайшие перспективы развития операционной среды для создания и эксплуатации программ «Проблемы создания и использования современных технологических систем разработки ПО», школа ВДНХ, 1985 г.
- Тихомиров В. П. Оценка состояния и перспективы развития работ по ППП общего назначения — «Методы построения интегрированных систем ПО», школа ВДНХ, 1985 г.

мТихомиров В. П. Проблемы и перспективы развития унифицированной операционной среды пользователей ЭВМ — научно-техническая конференция «Программные средства как продукция производственно-технического назначения», Калинин, 1985 г.
- Тихомиров В. П. Методологический анализ соотношения информатики и кибернетики — 8-й международный конгресс по логике, методологии и философии науки, 1985 г.
- Тихомиров В. П. Методологические вопросы исследования потребностей в программном обеспечении ЭВМ — Научно-техническая конференция, Калинин, 1985 г.
- Тихомиров В. П. Новые программные средства — Международный журнал «ЭЛОРГ информирует», 1985 г.

1984 год
- Тихомиров В. П. «АСУ-Коллегия». Опыт разработки и внедрения. — Журнал «Прикладная информатика», «Финансы и статистика», Москва., 1984 г.

1983 год
- Тихомиров В. П. Перспективы и концепция создания специального программного обеспечения управления — Прикладная информатика № 1, 1983 г.
- Тихомиров В. П. Отчет по теме 64301 "Фонд программы АСУ-83 Калинин, НПО «Центрограммсистем», 1983 г.
- Тихомиров В. П. Заключительный отчет по теме НИР "Прогнозирование ПО АСУ Калинин, НПО «Центрпрограммсистем», 1983 г.
- Тихомиров В. П. Перспективы создания континуального программного обеспечения Калинин, Всесоюзная научно-техническая конференция «Программное обеспечение АСУ», секция I, 1983 г.

1982 год
- Тихомиров В. П. Монография «Организация, технология и экономика централизованного сопровождения программных средств АСУ» — Киев, «Наукова думка», 1982 г.
- Тихомиров В. П. Проблемы централизованного сопровождения программных средств АСУ — Москва, Приборы и системы управления, 1982 г.
- Тихомиров В. П. Проблемы создания и сопровождения программного обеспечения АСУ в XI-й пятилетке — Материалы Всесоюзной конференции «Повышение эффективности и качества АСУ», Москва 1982 г.
- Тихомиров В. П. Некоторые проблемы сопровождения программных средств АСУ Калинин — Всесоюзная научно-практическая конференция «Программное обеспечение АСУ», 1982 г.
- Тихомиров В. П. Методология научно-технического прогнозирования развития программного обеспечения АСУ Калинин — Всесоюзная научно-практическая конференция «Программное обеспечение АСУ», 1982 г.
- Тихомиров В. П. Проблемы разработки АСУП с применением ППП Калинин — Всесоюзная научно-практическая конференция «Программное обеспечение АСУ», 1982 г.
- Тихомиров В. П. Вопросы разработки комплексной операционно-технологической системы для СМ ЭВМ Калинин — Всесоюзная научно-практическая конференция «Программное обеспечение АСУ», 1982 г.
- Тихомиров В. П. Отчет по теме 64201 "Фонд программы АСУ-82 Калинин, НПО «Центрпрограммсистем», 1982 г.

1980 год
- Тихомиров В. П. Организация сопровождения программных средств АСУ в СССР — Вычислительная техника социалистических стран, Москва, 1980 г.
- Тихомиров В. П. Принципы разработки диалоговых моделенастраиваемых систем программного обеспечения решения задач оптимального планирования — Вычислительная техника социалистических стран, Москва, 1980 г.
- Тихомиров В. П. Методы управления созданием программных средств АСУ Калинин, Философское общество СССР. — Материалы теоретического семинара «Взаимосвязь диалектики и методов управления», 1980 г.
- Тихомиров В. П. Монография «Организация сопровождения программных средств АСУ». — Москва, Статистика, 1980
- Тихомиров В. П. Организация, технология и экономика централизованного сопровождения программных средств АСУ ЦНИИТЭИ приборостроения, 1980 г.
- Тихомиров В. П. Проблемы экономики, организации управления и технологии в системе сопровождения программных средств АСУ. — Материалы I Всесоюзного совещания «Государственный фонд алгоритмов и программ», Москва, 1980 г.
- Тихомиров В. П. Проблемы индустриального производства и использования программных средств. — Материалы Всесоюзной конференции «Программное обеспечение АСУ», Калинин, 1980 г.
- Тихомиров В. П. О развитии разработок программного обеспечения АСУ. — Материалы Всесоюзной конференции «Программное обеспечение АСУ», Калинин, 1980 г.
- Тихомиров В. П. Проблемы экономики и организации управления и технологии сопровождения программных средств АСУ. — Материалы Всесоюзной конференции «Программное обеспечение АСУ», Калинин 1980 г.

1979 год
- Тихомиров В. П. Вопросы совершенствования управления ЦФАП АСУ. — Материалы Всесоюзной научно-технической конференции «Применение ППП и СМО ЦФАП АСУ в разработках АСУ». Калинин, 1979 г.
- Тихомиров В. П. Основные аспекты прогнозирования развития ЦФАП АСУ. — Материалы Всесоюзной научно-технической конференции «Применение ППП и СМО ЦФАП АСУ в разработках АСУ», Калинин, 1979 г.
- Тихомиров В. П. Некоторые вопросы прогнозирования развития специального программного обеспечения автоматизированных систем управления. — Материалы XI Всесоюзной научной школы «Прогнозирование научно-технического прогресса», Минск, 1979 г.
- Тихомиров В. П. Анализ эффективности затрат на разработку НИР. — НПО «Центрпрограммсистем», Калинин 1979 г.
- Тихомиров В. П. Проблемы организации централизованного сопровождения программных средств АСУ. — Материалы I Всесоюзной конференции «Технология программирования». Киев, ИК АН УССР, 1979 г.
- Тихомиров В. П. Проблемы централизованного сопровождения программных средств ОАСУ. — Материалы Всесоюзной конференции «Состояние и перспективы развития интегрированных автоматизированных систем управления для промышленных министерств и ведомств». Москва, 1979 г.
- Тихомиров В. П. Влияние централизованного сопровождения программных средств на эффективность АСУ. — Материалы семинара «Повышение экономической эффективности АСУ». Москва, 1979 г.
- Тихомиров В. П. К вопросу определения критериев качества программных продуктов — Материалы Всесоюзной научно-технической конференции «Применение ППП и СМО в разработках АСУ». Калинин, 1979 г.
- Тихомиров В. П. Проблемы диагностики и тестирования программных средств — Материалы I Всесоюзной конференции «Технология программирования». Киев, 1979 г.
- Тихомиров В. П. К вопросу автоматизации управления фондами алгоритмов и программ. — Материалы Всесоюзной научно-технической конференции «Применение ППП и СМО в разработках АСУ». Калинин, 1979 г.

1978 год
- Тихомиров В. П. Методические вопросы экономической эффективности программных средств АСУ. — Сборник «Экономическая эффективность АСУ», Пермь, 1978 г.
- Тихомиров В. П. К вопросу о ценообразовании на программные средства АСУ. — Материалы Всесоюзной конференции «Математическое обеспечение автоматизированных систем управления», Калинин, НПО «Центрпрограммсистем», 1978 г.
- Тихомиров В. П. Организация и технология сопровождения программных средств АСУ. — Москва, «Вопросы радиоэлектроники», серия ЭВТ, вып.14, 1978 г.

1977 год
- Тихомиров В. П. Временная методика определения оптовых цен на программные средства централизованного фонда алгоритмов и программ АСУ и тарифов на услуги по их промышленному внедрению. — НПО «Центрпрограммсистем», Калинин, 1977 г.

Тихомиров В. П. Вопросы функционирования и проблемы развития системы централизованного обеспечения ОАСУ прикладными программами. — Доклад на II Всесоюзной конференции «Опыт разработки, перспективы развития и внедрения отраслевых АСУ для промышленных министерств и ведомств». Москва, 1977 г.
1976 год
- Тихомиров В. П. Управление реализацией продукции на многономенклатурном машиностроительном заводе — путь к повышению интенсификации производства. — Ярославский политехнический институт. Ярославль, 1976 г.
- Тихомиров В. П. Интенсификация производства и совершенствование АСУ предприятием. — Сборник «Экономические проблемы интенсификации промышленного производства». Ярославль, 1976 г.

1974 год
- Тихомиров В. П. Вопросы организации работ по совершенствованию системы управления на машиностроительном предприятии. — Сборник «Вопросы атомной науки и техники», вып.1(5), 1974 г.

1973 год
- Тихомиров В. П. Подготовка предприятия к внедрению АСУП. — Сборник «Передовой опыт в массы». Москва, 1973 г.
- Тихомиров В. П. Применение системы контроля работы предприятия. — Сборник «Передовой опыт в массы». Москва, 1973 г.

1972 год
- Тихомиров В. П. Повышение эффективности труда конструкторов. — Сборник «Передовой опыт в массы». Москва, 1972 г.
- Тихомиров В. П. Вопросы повышения эффективности проектирования АСУП ОАСУ. — Сборник Всесоюзного семинара «Типизация и автоматизация процессов проектирования АСУ» АН СССР, Душанбе, 1972 г.
- Тихомиров В. П. Временная отраслевая методика определения экономической эффективности от внедрения АСУП/ — ЦНИИАИ, 1972 г.

1970 год
- Тихомиров В. П. Принципы и методы подготовки предприятия к внедрению АСУ. — Обнинск, 1970 г.

## Звания и занимаемые посты
- Академик и вице-президент Международной академии наук высшей школы (1992);
- Академик Международной академии информатизации (1992);
- Действительный член Академии гуманитарных наук (1994);
- Действительный член Академии менеджмента и рынка (АМИР) (1997);
- Действительный член Международной Академии открытого образования (1999);
- Председатель Экспертного Совета по информационным технологиям в сфере образования Комитета Государственной Думы по образованию VI созыва;
- Член Научно-экспертного совета при Председателе Совета Федерации Федерального Собрания Российской Федерации.

## Награды
С 1981 по 1988 гг. Тихомиров В. П. многократно награждался премиями Совета министров СССР, дипломами за достижение успехов в развитии народного хозяйства.
В 1986 году Тихомиров В. П. был награждён орденом «Знак Почёта».
В 1999 году присвоено звание Почётного Кавалера золотого знака «Общественное признание».
В 2001 году В. П. Тихомирову была вручена премия Правительства Российской Федерации в области образования за 2000 год за разработку научно-методических и организационно-технических основ создания Федеральной университетской сети дистанционного обучения для учебных заведений высшего профессионального образования. В 2002 г. Указом Президента РФ присвоено почётное звание «Заслуженный деятель науки Российской Федерации».
В 2002 году Правительство Монголии наградило Тихомирова В. П. орденом «Полярная звезда» за подготовку высококвалифицированных специалистов для экономики республики Монголия.
В 2004 году ему была присуждена премия Правительства Российской Федерации в области образования за 2003 г.
За большой вклад в деле укрепления и развития российско-армянских связей в области образования и науки в мае 2005 года В. П. Тихомиров удостоен высшей награды Министерства образования и науки Республики Армения — ЗОЛОТОЙ ПАМЯТНОЙ МЕДАЛИ.
По результатам конкурса, проводимого Международной академией качества и маркетинга и Независимым общественным советом по поручению комитета Государственной Думы по образованию и науке и комитета Совета Федерации РФ по образованию, науке и культуре, ректор МЭСИ Тихомиров В. П. в 2005 г. был награждён почётным знаком «Ректор года».
14 мая 2005 года ректор МЭСИ Тихомиров В. П. награждён Юбилейным гражданским орденом Серебряная Звезда «Общественное признание» за многолетнюю активную и самоотверженную деятельность по оказанию социальной и духовной поддержки ветеранам и участникам Великой Отечественной войны, военных и боевых действий в «горячих точках».
15 декабря 2005 г. победитель Всероссийского конкурса «Лидер в образовании 2005»
15 декабря 2006 г. указом Президента РФ № 1409 В. П. Тихомиров был награждён орденом Почёта «…за достигнутые трудовые успехи и многолетнюю добросовестную работу…»
21 марта 2008 г. Международная Академия Общественных наук наградила Тихомирова В. П. орденом «Слава Нации».
10 июня 2008 г. за большой вклад в подготовку высококвалифицированных специалистов, участвующих в выполнении космических программ, а также разработку и внедрение новейших информационно-образовательных технологий Федерация космонавтики России наградила Тихомирова В. П. медалью С. П. Королёва.
19 марта 2009 г. за личный вклад в развитие телекоммуникационных образовательных технологий В. П. Тихомиров награждён звездой «Золотой триады».
7 декабря 2010 года Тихомиров В. П. номинирован на премию для российских стратегов информатизации образования «ЗамПоИТ» (CIO в образовании).
19 марта 2013 г. за достигнутые трудовые успехи и многолетнюю плодотворную деятельность Тихомиров В. П. награждён медалью ордена «За заслуги перед Отечеством» II степени (Указ Президента РФ № 247 от 19.03.2013 г.).